# Storia d'amore
Storia d'amore és una pel·lícula dramàtica italiana de 1986 dirigida per Francesco Maselli.
Fou presentada a la 43a Mostra Internacional de Cinema de Venècia, en la que va guanyar el Gran Premi Especial del Jurat i la Copa Volpi a la millor actriu (Valeria Golino).

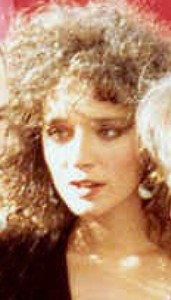
Valeria Golino, protagonista de la pel·lícula

## Sinopsi
La Bruna és una noia que s'ha guanyat laboriosament la independència econòmica a la Roma de la subclasse urbana. Cada matí agafa un autobús que la porta al centre de la ciutat, on treballa en una empresa de neteja. La Bruna coneix en Sergio i comença una relació amb ell que porta a una convivència. La vida de la jove parella es veu sacsejada per l'arribada de Mario, amb qui la Bruna manté una relació, al principi clandestina però que després es revela. La Bruna deixa en Sergio pel Mario, però el primer no aconsegueix superar l'abandonament i continua gravitant per la vida de la Bruna. Gairebé commoguda per la compassió, la Bruna acull a Sergio a la casa amb Mario en un triangle, del qual es veu exclosa de la relació i complicitat entre els dos nois.

## Repartiment
| Actor               | Personatge        |
| ------------------- | ----------------- |
| Valeria Golino      | Bruna Assecondati |
| Blas Roca-Rey       | Sergio            |
| Livio Panieri       | Mario             |
| Luigi Diberti       | Pare de Bruna     |
| Gabriella Giorgelli | Mare de Sergio    |

## Premis i distincions
- 1986 - Mostra Internacional de Cinema de Venècia
  - Lleó de Plata - Gran Premi del Jurat a Francesco Maselli
  - Copa Volpi per la millor interpretació femenina a Valeria Golino
  - Candidat a Lleó d'or a Francesco Maselli
- 1987 - David di Donatello
  - Candidat a Millor pel·lícula a Francesco Maselli
  - Candidat a Millor director a Francesco Maselli
  - Candidat a Millor guió a Francesco Maselli
  - Candidat a Millor actriu a Valeria Golino
  - Candidat a Millor banda sonora a Giovanna Marini
- 1987 - Nastro d'argento
  -  Millor actriu protagonista a Valeria Golino
  - Candidatura a Millor argument a Francesco Maselli
- 1987 - Globo d'oro
  - Candidatura a Millor actriu a Valeria Golino
- 1987 - Ciak d'oro
  - Millor actriu protagonista a Valeria Golino[3]